# Roșu para
Roșu para (în engleză para red) este un colorant azoic similar din punct de vedere chimic cu Sudan I. A fost inventat în anul 1880 de către von Gallois și Ullrich și a fost primul colorant azoic sintetizat. Era utilizat pentru a colora fibrele celulozice în roșu, dar putea fi spălat ușor în lipsa unei vopsiri corecte.

## Obținere
Roșu para este sintetizat în urma reacției de diazotare a para-nitroanilinei la temperaturi scăzute, urmată de reacția de cuplare azoică cu β-naftol: